# Українська культура (видавничий дім)
Видавничий дім «Українська культура» — українське підприємство, товариство з обмеженою відповідальністю, створене у грудні 2018 редакціями видань Національного газетно-журнального видавництва на виконання Закону України «Про реформування державних і комунальних засобів масової інформації».

## Видання
Під крівлею видавничого дому об'єдналася кілька редакцій видань, засновником яких до кінця 2018 року було Міністерство культури України:
- «Українська культура» — головний український культурологічний часопис, великоформатний повноколірний журнал із європейським рівнем верстання та поліграфічного відтворення, на сторінках якого висвітлюється широкий спектр проблем галузі, що формує, за словами Ліни Костенко, гуманітарну ауру нації.
- «Культура і життя» — газета, заснована 1913 року Гнатом Хоткевичем;
- «Музика» — журнал, заснований 1923 року Музичним товариством ім. Миколи Леонтовича;
- «Пам'ятки України: національна спадщина» — заснований в 2017 році частиною колективу журналу «Пам'ятки України: історія та культура», започаткованого Петром Троньком у 1969 році[4];
- «Кримська світлиця» — газета українців Криму, заснована 1992 року.

## Люди
Директор видавничого дому з грудня 2021 року Ірина Миткалик. До того підприємство очолювали Євген Букет і В'ячеслав Юрченко.